# Supertoscanare
Supertoscanare (eng. Super Tuscans) är italienska viner från Toscana där tillverkaren valt att klassa ner dem som Vino da Tavola (VdT) eller Indicazione Geografica Tipica (IGT) för att därmed kunna gå utanför de italienska vinlagarna och bland annat tillåta högre inblandning av druvsorter andra än de ursprungliga. Supertoscanarna anses ha väldigt hög kvalitet och också ett högt pris.

## Historia
Chiantiviner har traditionellt tillverkats av den blå druvan Sangiovese med liten inblandning av den gröna druvan Malvasia. I takt med att vinet blev allt populärare på 1800-talet, blandade man i mer gröna druvor, inte bara Malvasia, utan även sämre druvor som Ricasoli och Trebbiano. Efter andra världskriget fick vinodlarna jordbruksstöd och den allt större efterfrågan på röda viner ledde till att Chiantivinerna började odlas över hela Toscana. För att möta den ökade efterfrågan började man plantera en klon av Sangiovesedruvan, Sangiovese di Romagna, som kom från närliggande regionen Emilia-Romagna. Druvan var sämre i Toscanas klimat och vinkvaliteten sjönk ännu mer.
En handfull vinodlare tröttnade på försämringen och valde att helt gå utanför traditionen och istället tillverka viner på helt andra druvor. Från bordeauxslottet Château Lafite importerades vinrankor med Cabernet Sauvignon, vinerna började lagras på franska små ekfat och nya viner uppstod, helt skilda från de ursprungliga chiantivinerna. Även viner på 100% Sangiovese började tillverkas. Det som förenade den nya typen av viner var att de inte följde de gamla DOC-lagarna. De italienska myndigheterna klassade dem istället som Vini di Tavola, bordsviner.
Konkurrensen från de nya Supertoscanarna gjorde att kvaliteten på de ursprungliga chiantivinerna ökade betydligt och 1984 höjdes Chianti från DOC till DOCG. Åren därefter liberaliserades vinlagarna. Gröna druvor var inte längre nödvändiga i rödvinerna och inblandningen av icke-inhemska druvor tilläts öka till 15 %

## Supertoscanarna idag
De liberalare vinlagarna har gjort att många av de högklassiga vinerna ligger på gränsen att åter klassas som DOC eller DOCG. Exempelvis är Sassicaia, en gång VdT numera klassad som DOC Bolgheri. I princip finns det tre typer av supertoscanare idag:
- 100 procent Sangiovese.
- 100 procent icke-inhemska blå druvor såsom Cabernet Sauvignon, Merlot och Syrah, antingen i blandning eller var för sig.
- En blandning av inhemska (Sangiovese) och icke-inhemska druvor.

## Kända supertoscanare
- Sassicaia (85/15 Cabernet Sauvignon / Cabernet Franc)
- Solaia (75/5/20 Cabernet Sauvignon / Cabernet Franc / Sangiovese)
- Tignanello (85/10/5 Sangiovese / Cabernet Sauvignon / Cabernet Franc)
- Ornellaia (65/30/5 Cabernet Sauvignon / Merlot / Petit Verdot)
- Lupicaia (90/10 Cabernet Sauvignon / Merlot)
- Masseto (ren Merlot)
- Redigaffi (ren Merlot)
- Pesanella (60/20/10/10 Sangiovese / Merlot / Syrah /Gamay)